# Ilona Lenk
Ilona Lenk (* 1964 in Stuttgart) ist eine deutsche Malerin, Bühnen- und Kostümbildnerin. Sie ist die Tochter des Bildhauers Thomas Lenk.

## Theater
Nach einem Studium der Politik- und Literaturwissenschaften an der Albert-Ludwigs-Universität Freiburg wechselte Ilona Lenk an die Freiburger Schauspielschule. Sie war Bühnenbildnerin der Kammerspiele im E-Werk Freiburg und Bühnenbildassistentin an den Städtischen Bühnen Freiburg. Seit 1994 ist Ilona Lenk freischaffend als Malerin und Bühnenbildnerin tätig. Als Bühnenausstatterin arbeitete sie bisher unter anderem am Theater Lindenhof, Theater Heidelberg, Theater Bielefeld, Nationaltheater Mannheim, Staatstheater Karlsruhe, an der Staatsoper Stuttgart, Semperoper Dresden und Israelian Opera Tel Aviv.

## Mosaik

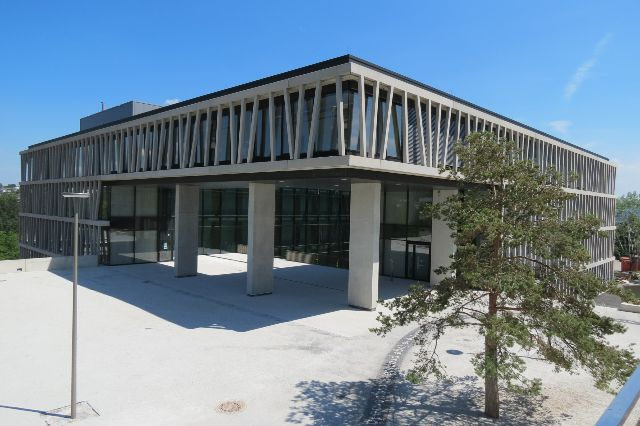
Zentrum für Molekularbiologie der Pflanzen (ZMBP) in Tübingen

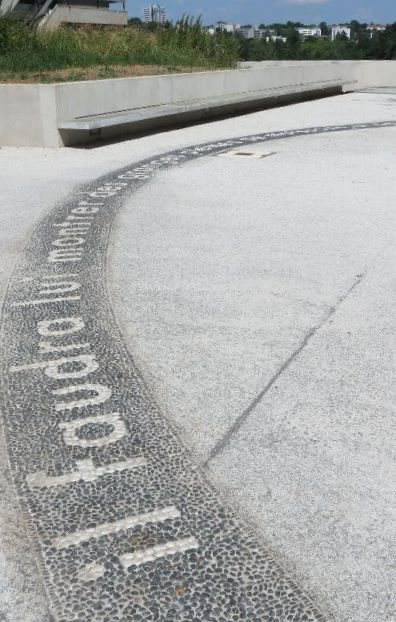
Mosaikspruchband des Gedichtes La rançon Charles Baudelaire vor dem Tübinger ZMBP gestaltet von Ilona Lenk

Ilona Lenk bekam 2012 den Auftrag für ein Mosaik am Neubau des Zentrums für Molekularbiologie der Pflanzen (ZMBP) auf der Morgenstelle der Universität Tübingen, nachdem sie einen Wettbewerb gewonnen hatte. Sie verlegte dort zusammen mit sechs italienischen Handwerkern in ligurischer Rissëu-Mosaik-Technik 13 Tonnen Stein. 150 Meter weiße Buchstaben im Schrift-Typ Futura aus Carrara-Marmor kontrastieren mit einem Hintergrund aus schwarzem Basalt. Etwa sieben Meter haben die Künstlerin und ihre fachkundigen Helfer pro Tag verlegt. Das Mosaikspruchband gibt das französische Gedicht „La rançon“ von Charles Baudelaire wieder.

## Mode
Als Modedesignerin kreierte sie die italienische Modelinie La Linea Arrancione die sie unter anderem bei Modeschauen in Zoagli und Sarzana vorgestellt hat.